# Synnøve Lieová
Synnøve Lieová (22. srpna 1908 – 9. července 1980) byla norská rychlobruslařka.
Závodila od roku 1932, v roce 1933 se zúčastnila prvního neoficiálního ženského Mistrovství světa (2. místo). Podobných umístění dosáhla i na neoficiálních mistrovstvích v letech 1934 (2. místo) a 1935 (3. místo). Na následujících oficiálních světových šampionátech vybojovala jednu stříbrnou (1937) a dvě bronzové medaile (1936, 1938). Na norských šampionátech stála v letech 1933–1940 osmkrát na stupních vítězů, přičemž v roce 1933 na Mistrovství Norska zvítězila. Poslední závody absolvovala v roce 1940.